# یورای کوتسکا
یورای کوتسکا (اسلواکی: Juraj Kucka؛ زادهٔ ۱۱ فوریهٔ ۱۹۹۵) بازیکن فوتبال اهل اسلواکی است که سابقه بازی در باشگاه فوتبال آث میلان و باشگاه فوتبال جنوآ را دارد.
وی در تیم ملی اسلواکی و باشگاه فوتبال واتفورد بازی می‌کند.

## افتخارات
اسپارتا پراگ
- لیگ برتر جمهوری چک: ۲۰۱۰-۲۰۰۹

- سوپر جام فوتبال چک: ۲۰۱۰

آ.ث میلان
سوپر جام فوتبال ایتالیا ۲۰۱۶